# Nacaduba glanconia
Nacaduba glanconia är en fjärilsart som beskrevs av Pieter Cornelius Tobias Snellen 1901. Nacaduba glanconia ingår i släktet Nacaduba och familjen juvelvingar. Inga underarter finns listade i Catalogue of Life.